# Pieve di San Siro (Levanto)
La pieve di San Siro è un luogo di culto cattolico situato nella frazione di Montale, in piazza San Siro, nel comune di Levanto in provincia della Spezia. La chiesa è sede della parrocchia omonima del vicariato della Riviera della diocesi della Spezia-Sarzana-Brugnato.

## Storia

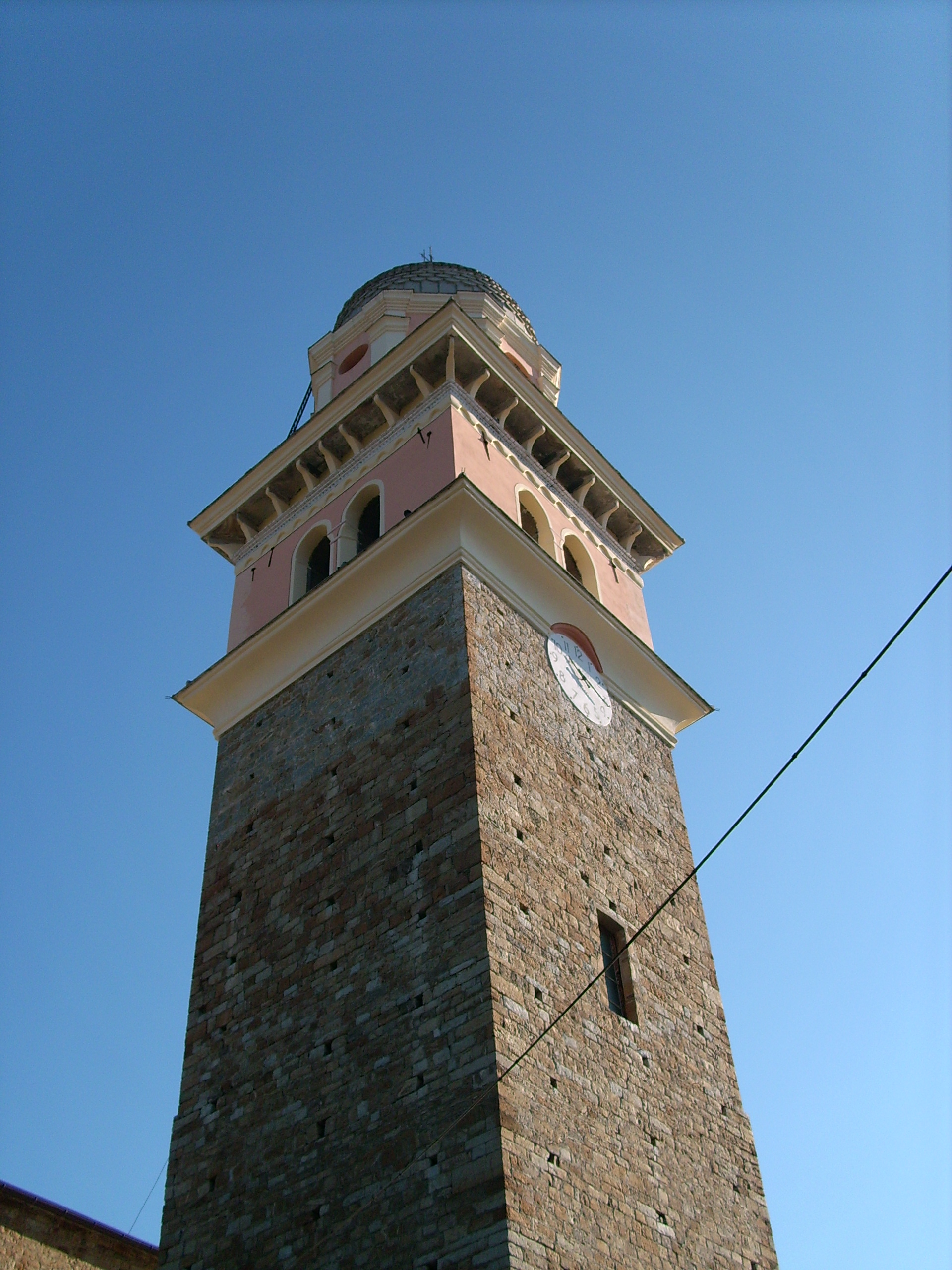
La torre campanaria

Nonostante il sito sia ricordato nei documenti storici dall'XI secolo, l'attuale edificio religioso è databile a non prima del XII secolo.
Il sito della Pieve costituiva una delle tappe della medievale Via dei Monti che, percorsa da mercanti e da pellegrini, collegava il porto di Levanto a Pontremoli.
Molto probabilmente nel borgo di Montale già esisteva un'omonima chiesa con dimensioni minori - anche perché il sito viene citato in un documento del 1077 - sulla quale verrà poi ricostruito il nuovo edificio.
L'antica Pieve di Ceula, nell'ambito della diocesi lunense aveva un'ampia giurisdizione sulle chiese e le cappelle degli attuali territori comunali di Bonassola e Levanto.
Fu in epoca barocca che la chiesa subì una notevole trasformazione con l'ampliamento della struttura demolendo le tre absidi originarie e in cui trovarono spazio il coro e il presbiterio. 
Negli anni cinquanta del XX secolo, con una radicale rimozione, ogni decoro e abbellimento barocco è stato rimosso per riportare la struttura interna all'aspetto dell'edificio medievale originario.

## Descrizione
La chiesa si presenta una facciata barocca e una pianta basilicale e a tre strette navate.
Nell'altare a destra di quello maggiore, risalente al XVIII secolo, è conservata una statua in legno che raffigura una Madonna che la tradizione popolare  attribuisce allo scultore genovese Anton Maria Maragliano. 
Sono anche conservati dipinti del barocco genovese: una Pietà tra i santi Michele Arcangelo e Rocco di Gioacchino Assereto (1620), e una Madonna col Bambino in trono e santi di Orazio De Ferrari. Un altro oggetto prezioso custodito nella pieve è un calice in argento sbalzato, cesellato e dorato, in antico di proprietà di un argentiere di Genova della metà del XV secolo.
L'attigua torre d'avvistamento contro le incursioni saracene, a pianta quadrangolare e in pietra calcarea locale, fu costruita nel corso del XII secolo. Nel XIX secolo, con l'aggiunta della cella campanaria, è stata adattata a campanile della pieve.